# Kleiderschwimmen

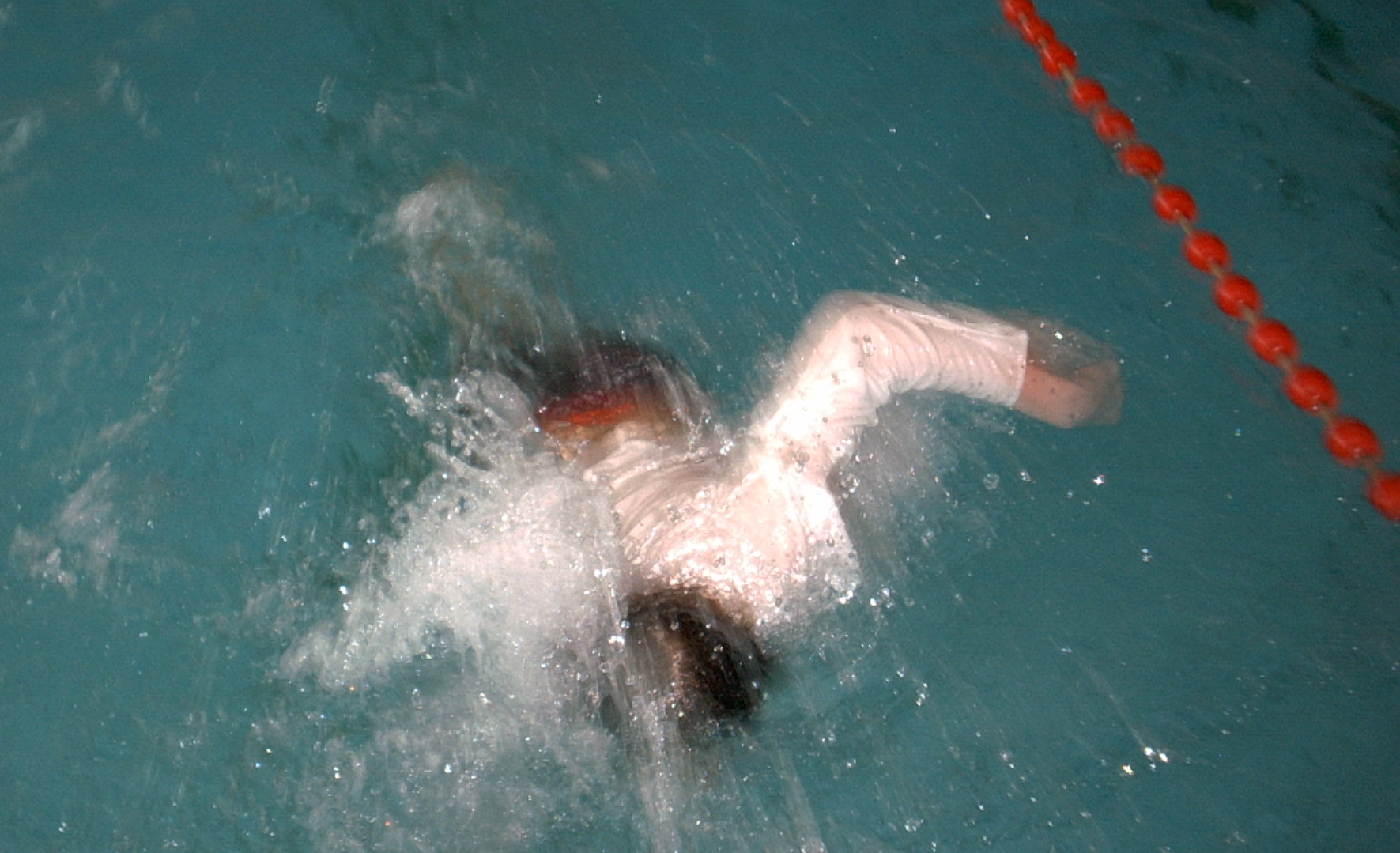
Kleiderschwimmen

Als Kleiderschwimmen bezeichnet man das Schwimmen in herkömmlicher Kleidung an Stelle von Badebekleidung oder einem Schwimmanzug. In zahlreichen Ländern ist es Bestandteil der Rettungsschwimmausbildung, der militärischen Marineausbildung oder der zivilen Schwimmausbildung zum Zweck der Selbstrettung. Vereinzelt wird es auch als Freizeitaktivität ausgeübt.

## Physikalische Auswirkungen
Die Kleidung schränkt den Schwimmer im Wasser in seiner Beweglichkeit und Schwimmgeschwindigkeit sehr stark ein, die Kleidung vergrößert den Reibungswiderstand des Körpers mit dem Wasser während der Schwimmbewegung enorm. Dadurch verbraucht der Schwimmer mehr Kraft und ermüdet schneller. Je weiter die Kleidung geschnitten ist, desto größer ist dieser Effekt.
Da die Kleidung nur eine geringfügig höhere Dichte als das Wasser hat (z. B. Wolle 1,32 g/cm³, Baumwolle 1,51 g/cm³, Polyester 1,33 g/cm³), kann sie den Schwimmer, der eine etwa 3 % höhere Dichte als Wasser hat, geringfügig nach unten ziehen, was dieser durch die Schwimmbewegung ausgleichen kann und muss. Der Auf- und Abtrieb des Kleidungsstücks im Wasser ändert sich nicht.
Beim Verlassen des Wassers hat die mit Wasser vollgesogene Kleidung ein entsprechend höheres Gewicht (Summe des Gewichts des Stoffes und des darin enthaltenen Wassers) und dementsprechend eine hohe Dichte. Kraulschwimmen mit Kleidung ist aus diesem Grund besonders anstrengend, da das Gewicht der nassen Kleidung während des Armzugs über Wasser eine hohe Belastung ist.

## Verwendung

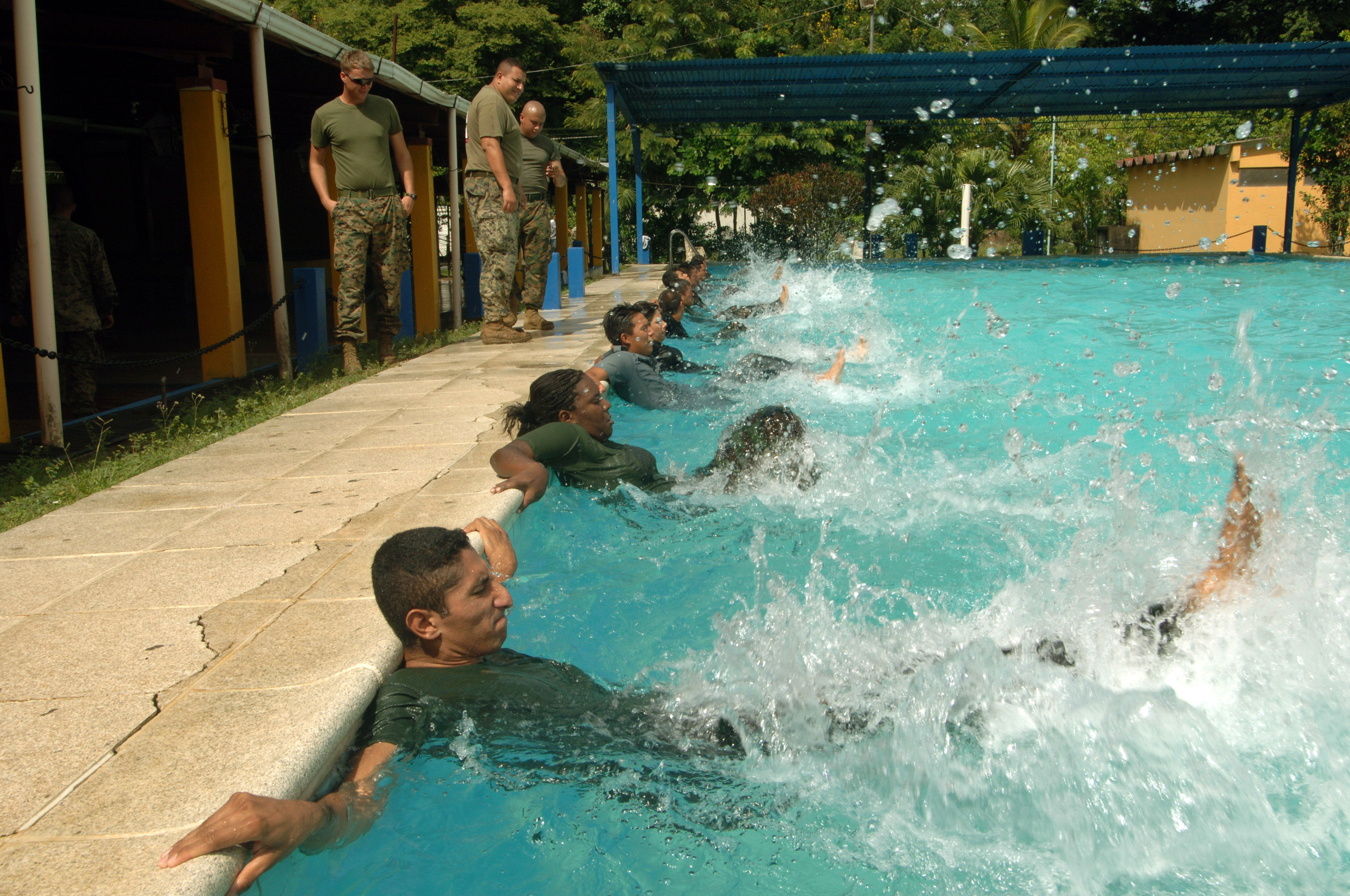
Kleiderschwimmen bei der United States Navy

Das Kleiderschwimmen dient als Trainingsmethode zum Erlangen von Kondition und Schnelligkeit sowie zur Selbstrettung.
Zum Erwerb des Rettungsschwimmabzeichens der Deutschen Lebens-Rettungs-Gesellschaft (DLRG), des ASB-Wasserrettungsdienstes sowie der Wasserwacht ist Schwimmen in Kleidung Teil der Prüfung, ebenso bei der österreichischen ARGE Wasserrettung und der SLRG in der Schweiz.
In den Niederlanden ist es Teil der regulären Schwimmausbildung und Voraussetzung zur Erlangung des Schwimmdiploms.
Bei der Bundeswehr ist das Kleiderschwimmen nach den Regeln der DLRG oder der Wasserwacht eine militärische Disziplin beim Ablegen des Leistungsabzeichens. Gemäß Ausbildung und Erhalt der individuellen Grundfertigkeiten und der Körperlichen Leistungsfähigkeit müssen alle Soldaten diese Disziplin ablegen.